# Az Éljen Julien király! epizódjainak listája
Ez a lap az Éljen Julien király! című sorozat epizódjainak listáját tartalmazza.

## Évados áttekintés
| Évad | Évad     | Epizódok | Eredeti sugárzás   | Eredeti sugárzás   | Magyar sugárzás    | Magyar sugárzás    |
| Évad | Évad     | Epizódok | Évadpremier        | Évadfinálé         | Évadpremier        | Évadfinálé         |
| ---- | -------- | -------- | ------------------ | ------------------ | ------------------ | ------------------ |
|      | 1        | 10       | 2014. december 19. | 2015. április 3.   | 2017. november 11. | 2017. november 18. |
|      | 2        | 16       | 2015. október 16.  | 2015. október 16.  | 2017. november 19. | 2017. december 4.  |
|      | 3        | 13       | 2016. június 17.   | 2016. június 17.   | 2018. február 21.  | 2018. március 5.   |
|      | 4        | 13       | 2016. november 11. | 2016. november 11. | 2018. március 6.   | 2018. április 15.  |
|      | Száműzve | 13       | 2017. május 12.    | 2017. május 12.    | 2018. június 6.    | 2018. június 22.   |
|      | 5        | 13       | 2017. december 1.  | 2017. december 1.  | 2018. június 25.   | 2018. július 11.   |

## Epizódok

### 1. évad (2014-2015)
| #   | #   | Eredeti cím                | Magyar cím                       | Rendezte                                     | Írta                          | Eredeti premier    | Magyar premier     |
| --- | --- | -------------------------- | -------------------------------- | -------------------------------------------- | ----------------------------- | ------------------ | ------------------ |
| 1.  | 1.  | King Me                    | Koronázz meg!                    | Christo Stamboliev                           | Brandon Sawyer & Mitch Watson | 2014. december 19. | 2017. november 11. |
| 2.  | 2.  | Poll Position              | Közvélemény-kutatás              | Christo Stamboliev                           | Elliott Owen                  | 2014. december 19. | 2017. november 11. |
| 3.  | 3.  | Enter the Fanaloka         | A cibetmacska felbukkanása       | Matt Engstrom & James Wootton                | Mitch Watson                  | 2014. december 19. | 2017. november 12. |
| 4.  | 4.  | Empty is the Head          | Julien király, a problémamegoldó | Matt Engstrom & James Wootton                | Mark Palmer & Mitch Watson    | 2014. december 19. | 2017. november 12. |
| 5.  | 5.  | Return of the Uncle King   | Julien bácsi visszatér           | Christo Stamboliev                           | Matt Shire & Mitch Watson     | 2014. december 19. | 2017. november 13. |
| 6.  | 6.  | Eat, Prey, Shove           | Clover vakációja                 | Christo Stamboliev                           | Elliott Owen                  | 2015. április 7.   | 2017. november 14. |
| 7.  | 7.  | He Blinded Me with Science | Esőnapforduló                    | Bret Haaland & James Wootton                 | Dan Milano & Mitch Watson     | 2015. április 7.   | 2017. november 15. |
| 8.  | 8.  | Viva Mort                  | Éljen Mort!                      | Ken Morrissey, Matt Engstrom & James Wootton | Elliot Owen                   | 2015. április 7.   | 2017. november 16. |
| 9.  | 9.  | The Really Really Big Lie  | Hatalmas hazugság                | Christo Stamboliev                           | Sharon Flynn                  | 2015. április 7.   | 2017. november 17. |
| 10. | 10. | One More Cup               | Még egy csészével!               | Stephen Heneveld                             | Mitch Watson                  | 2015. április 7.   | 2017. november 18. |

### 2. évad (2015)
| #   | #   | Eredeti cím                                | Magyar cím                               | Rendezte           | Írta                                                                   | Eredeti premier   | Magyar premier     |
| --- | --- | ------------------------------------------ | ---------------------------------------- | ------------------ | ---------------------------------------------------------------------- | ----------------- | ------------------ |
| 11. | 1.  | My Fair Foosa                              | Az én tündér fosszám                     | James Wootton      | Michael Ryan                                                           | 2015. október 16. | 2017. november 19. |
| 12. | 2.  | Diapers Are the New Black                  | A pelus az új fekete                     | Stephen Heneveld   | Sharon Flynn                                                           | 2015. október 16. | 2017. november 20. |
| 13. | 3.  | Crimson and Clover                         | Crimson és Clover                        | Christo Stamboliev | Elliot Owen                                                            | 2015. október 16. | 2017. november 21. |
| 14. | 4.  | Pineapple of My Eye                        | Ananász a szemeimnek                     | James Wootton      | Alejandro Bien-Willner, Mitch Watson & Steve Altaire                   | 2015. október 16. | 2017. november 22. |
| 15. | 5.  | Gimme Gimme Gimme: The Game                | Gazdálkodj okosan!                       | Stephen Heneveld   | Michael Ryan                                                           | 2015. október 16. | 2017. november 23. |
| 16. | 6.  | Body Double                                | A hasonmás                               | Stephen Heneveld   | Sharon Flynn                                                           | 2015. október 16. | 2017. november 24. |
| 17. | 7.  | Election                                   | A választás                              | James Wootton      | Shane Atkinson, Sharon Flynn, Elliott Owen & Michael Ryan              | 2015. október 16. | 2017. november 25. |
| 18. | 8.  | Daddy Julien                               | Julien király apa lesz                   | James Wootton      | Mitch Watson, Michael Ryan, Elliott Owen, Sharon Flynn & Kara Lee Burk | 2015. október 16. | 2017. november 26. |
| 19. | 9.  | That's Sooo Rob                            | Tiszta Rob                               | Christo Stamboliev | Mitch Watson, Michael Ryan & Benjamin Townsend                         | 2015. október 16. | 2017. november 27. |
| 20. | 10. | The Man in the Iron Booty                  | A vaspopó fogja                          | Christo Stamboliev | Mitch Watson, Michael Ryan, Sharon Flynn & Nate Knetchel               | 2015. október 16. | 2017. november 28. |
| 21. | 11. | Monkey Planet                              | A majmok bolygója                        | James Wootton      | Elliot Owen                                                            | 2015. október 16. | 2017. november 29. |
| 22. | 12. | True Bromance                              | Igaz románc                              | Stephen Heneveld   | Mitch Watson, Michael Ryan & Jenny Keene                               | 2015. október 16. | 2017. november 30. |
| 23. | 13. | The King Who Would Be King                 | A királyi krónikák                       | Stephen Heneveld   | Michael Ryan                                                           | 2015. október 16. | 2017. december 1.  |
| 24. | 14. | Are You There, Frank? It's Me, King Julien | Ott vagy, Frank? Én vagyok Julien király | Christo Stamboliev | Sharon Flynn                                                           | 2015. október 16. | 2017. december 2.  |
| 25. | 15. | The Phantom of Club Moist                  | A Moist Klub fantomja                    | James Wootton      | Mitch Watson                                                           | 2015. október 16. | 2017. december 3.  |
| 26. | 16. | King Juli-END?                             | Julien királynak annyi?                  | Christo Stamboliev | Elliot Owen                                                            | 2015. október 16. | 2017. december 4.  |

### 3. évad (2016)
| #   | #   | Eredeti cím                       | Magyar cím                        | Rendezte               | Írta                                                                 | Eredeti premier  | Magyar premier    |
| --- | --- | --------------------------------- | --------------------------------- | ---------------------- | -------------------------------------------------------------------- | ---------------- | ----------------- |
| 27. | 1.  | O Captain My Captain Pt. 1        | Ó kapitány, kapitányom, 1. rész   | Stephen Heneveld       | Sharon Flynn                                                         | 2016. június 17. | 2018. február 21. |
| 28. | 2.  | O Captain My Captain Pt. 2        | Ó kapitány, kapitányom, 2. rész   | James Wootton          | Michael Ryan                                                         | 2016. június 17. | 2018. február 22. |
| 29. | 3.  | Dance, Dance, Resolution          | A vízválasztó tánc                | Christo Stamboliev     | Elliott Owen                                                         | 2016. június 17. | 2018. február 23. |
| 30. | 4.  | Oh Brother Where Aren't Thou?     | Ó testvér, merre vagy?            | Stephen Heneveld       | Mitch Watson                                                         | 2016. június 17. | 2018. február 24. |
| 31. | 5.  | Love Gauntlet                     | Szeretetviadal                    | James Wootton          | Mitch Watson, Michael Ryan, Sharon Flynn, Elliott Owen & Grant Calof | 2016. június 17. | 2018. február 25. |
| 32. | 6.  | Jungle Games                      | Dzsungeljátékok                   | James Wootton          | Sharon Flynn                                                         | 2016. június 17. | 2018. február 26. |
| 33. | 7.  | Close Encounters of the Mort Kind | Mort harmadik tipusú találkozásai | Stephen Heneveld       | Elliott Owen                                                         | 2016. június 17. | 2018. február 27. |
| 34. | 8.  | The Butterfly War                 | A pillangó háború                 | Christo Stamboliev     | Sharon Flynn                                                         | 2016. június 17. | 2018. február 28. |
| 35. | 9.  | Fast Food Lemur Nation            | A gyors kajás nemzedék            | Christo Stamboliev     | Benjamin Lapides                                                     | 2016. június 17. | 2018. március 1.  |
| 36. | 10. | Get Off My Lawn                   | A hideg, halott mancsomból        | James "Wootie" Wootton | Elliott Owen                                                         | 2016. június 17. | 2018. március 2.  |
| 37. | 11. | Revenge of the Prom               | A bosszú angyala                  | Christo Stamboliev     | Sharon Flynn                                                         | 2016. június 17. | 2018. március 3.  |
| 38. | 12. | Eye of the Clover                 | Clover a tét                      | Stephen Heneveld       | Michael Ryan                                                         | 2016. június 17. | 2018. március 4.  |
| 39. | 13. | Run for the Border                | A határ az határ                  | Stephen Heneveld       | Mitch Watson                                                         | 2016. június 17. | 2018. március 5.  |

### 4. évad (2016)
| #   | #   | Eredeti cím                   | Magyar cím                             | Rendezte               | Írta                                                                          | Eredeti premier    | Magyar premier    |
| --- | --- | ----------------------------- | -------------------------------------- | ---------------------- | ----------------------------------------------------------------------------- | ------------------ | ----------------- |
| 40. | 1.  | The All Hail King Julien Show | Az Éljen Julien király! Show           | Emmanuel Deligiannis   | Mitch Watson                                                                  | 2016. november 11. | 2018. március 6.  |
| 41. | 2.  | The Neverending Clover        | Soha véget nemérő Clover               | Stephen Heneveld       | Sharon Flynn                                                                  | 2016. november 11. | 2018. március 7.  |
| 42. | 3.  | Who Arted?                    | Ki művészkedett?                       | James "Wootie" Wootton | Elliot Owen                                                                   | 2016. november 11. | 2018. március 8.  |
| 43. | 4.  | That Sinking Feeling          | Julien bárkája, azaz a süllyedő sziget | Emmanuel Deligiannis   | Mitch Watson, Michael DeGrandis, Elliot Owen, Micheal Ryan & Benjamin Lapides | 2016. november 11. | 2018. március 9.  |
| 44. | 5.  | The Jungle Rooster            | A dzsungel kakasa                      | Stephen Heneveld       | Sharon Flynn                                                                  | 2016. november 11. | 2018. március 10. |
| 45. | 6.  | The Good Book                 | A könyv                                | James "Wootie" Wootton | Elliot Owen                                                                   | 2016. november 11. | 2018. március 11. |
| 46. | 7.  | The King and Mrs. Mort        | A király és Mrs. Mort                  | James "Wootie" Wootton | Ben Lapides                                                                   | 2016. november 11. | 2018. március 12. |
| 47. | 8.  | King Julien Superstar!        | Szupersztár                            | Emmanuel Deligiannis   | Ben Lapides                                                                   | 2016. november 11. | 2018. március 13. |
| 48. | 9.  | The Panchurian Candidate      | A Panchuriai jelölt                    | Stephen Heneveld       | Sharon Flynn                                                                  | 2016. november 11. | 2018. március 14. |
| 49. | 10. | The Wrath of Morticus Khan    | Morticus Khan haragja                  | James "Wootie" Wootton | Micheal Ryan                                                                  | 2016. november 11. | 2018. március 15. |
| 50. | 11. | Koto, Plain and Tall          | Koto, a hős                            | Emmanuel Deligiannis   | Elliot Owen                                                                   | 2016. november 11. | 2018. március 16. |
| 51. | 12. | I, Maurice                    | Én, Maurice                            | Steven Evangelatos     | Mitch Watson                                                                  | 2016. november 11. | 2018. március 17. |
| 52. | 13. | Un-King Me                    | Királytalanítás                        | James "Wootie" Wootton | Sharon Flynn                                                                  | 2016. november 11. | 2018. április 15. |

### Éljen Julien király!: Száműzve / Éljen a száműzött Julien király! (All Hail King Julien: Exiled) (2017)
Az első két részben még Éljen Julien király!: Száműzve, majd a harmadik résztől a tizenharmadik részig Éljen a száműzött Julien király!.

| #   | #   | Eredeti cím                            | Magyar cím                   | Rendezte               | Írta                            | Eredeti premier | Magyar premier   |
| --- | --- | -------------------------------------- | ---------------------------- | ---------------------- | ------------------------------- | --------------- | ---------------- |
| 53. | 1.  | The Strife Aquatic                     | Vízi viszály                 | Steve Evangelatos      | Elliot Owen                     | 2017. május 12. | 2018. június 6.  |
| 54. | 2.  | The Most Eggcellent Adventure          | A tojáskaland                | Emmanuel Deligiannis   | Sharon Flynn                    | 2017. május 12. | 2018. június 7.  |
| 55. | 3.  | Iron Ted Weekend                       | Vas Ted hétvége              | James "Wootie" Wootton | Michael Ryan                    | 2017. május 12. | 2018. június 8.  |
| 56. | 4.  | Bridge on the River Mort               | Híd a Mort-folyón            | Steve Evangelatos      | Benjamin Lapides                | 2017. május 12. | 2018. június 11. |
| 57. | 5.  | Raiders of the Lord Shark              | Lord Cápa fosztogatói        | Emmanuel Deligiannis   | Mitch Watson                    | 2017. május 12. | 2018. június 12. |
| 58. | 6.  | Bad-Year Blimp                         | Léghajó-mizéria              | James "Wootie" Wootton | Elliott Owen                    | 2017. május 12. | 2018. június 13. |
| 59. | 7.  | Cult Fiction                           | Kult-fikció                  | Steven Evangelatos     | Sharon Flynn                    | 2017. május 12. | 2018. június 14. |
| 60. | 8.  | Fauxsa Unchained                       | Fosszák szabadlábon          | Emmanuel Deligiannis   | Michael Ryan                    | 2017. május 12. | 2018. június 15. |
| 61. | 9.  | I Am Fartacus                          | A nevem Pukikusz             | James "Wootie" Wootton | Benjamin Lapides                | 2017. május 12. | 2018. június 18. |
| 62. | 10. | For Whom the Bell Gods Toll            | Akiért a harangistenség szól | Steven Evangelatos     | Mitch Watson                    | 2017. május 12. | 2018. június 19. |
| 63. | 11. | Out of the Foosa Pen and into the Fire | Cseberből Julienbe           | Emmanuel Deligiannis   | Elliot Owen                     | 2017. május 12. | 2018. június 20. |
| 64. | 12. | The Day After Yesterday                | Tegnapután                   | James "Wootie" Wootton | Micheal Ryan                    | 2017. május 12. | 2018. június 21. |
| 65. | 13. | The Day Before Tomorrow                | Holnapelőtt                  | Steven Evangelatos     | Benjamin Lapides & Elliott Owen | 2017. május 12. | 2018. június 22. |

### 5. évad (2017)
| #   | #   | Eredeti cím                 | Magyar cím                | Rendezte               | Írta             | Eredeti premier   | Magyar premier   |
| --- | --- | --------------------------- | ------------------------- | ---------------------- | ---------------- | ----------------- | ---------------- |
| 66. | 1.  | Julien 2.0                  | Julien 2.0                | Emmanuel Deligiannis   | Mitch Watson     | 2017. december 1. | 2018. június 25. |
| 67. | 2.  | Spin Cycle                  | Körforgás                 | James "Wootie" Wootton | Elliott Owen     | 2017. december 1. | 2018. június 26. |
| 68. | 3.  | Night Creatures             | Éjjeli lények             | Steve Evangelatos      | Benjamin Lapides | 2017. december 1. | 2018. június 27. |
| 69. | 4.  | Tears in the Drain          | Könnyzápor                | Emmanuel Deligiannis   | Michael Ryan     | 2017. december 1. | 2018. június 28. |
| 70. | 5.  | Squad Goals                 | Arc fal                   | Steve Evangelatos      | Nicole Belisle   | 2017. december 1. | 2018. június 29. |
| 71. | 6.  | One More Cup, Part 2        | Még egy csészével         | James "Wootie" Wootton | Elliott Owen     | 2017. december 1. | 2018. július 2.  |
| 72. | 7.  | There Will Be Juice         | Mangópüré                 | Emmanuel Deligiannis   | Mitch Watson     | 2017. december 1. | 2018. július 3.  |
| 73. | 8.  | Blackboard Jungle           | Dzsungel-suli             | Steve Evangelatos      | Elliott Owen     | 2017. december 1. | 2018. július 4.  |
| 74. | 9.  | Lord of the Fruit Flies     | A legyek ura              | Zesung Kang            | Michael Ryan     | 2017. december 1. | 2018. július 5.  |
| 75. | 10. | Karl-Mageddon               | Karl-mageddon             | James “Wootie” Wooton  | Benjamin Lapides | 2017. december 1. | 2018. július 6.  |
| 76. | 11. | King Julien is Watching You | Julien király mindent lát | James "Wootie" Wootton | Nicole Belisle   | 2017. december 1. | 2018. július 9.  |
| 77. | 12. | The End is Near             | Közel a vég               | Steve Evangelatos      | Mitch Watson     | 2017. december 1. | 2018. július 10. |
| 78. | 13. | The End is Here             | Itt a vég                 | James "Wootie" Wootton | Mitch Watson     | 2017. december 1. | 2018. július 11. |